# أوليفيا لوفكين
أوليفيا لوفكين  والمعروفة ' أوليفيا ، هي مغنية وكاتبة أغاني أمريكية يابانية .
وهي الابنة الكبرى يدعى جيفري لوفكين، وهو موسيقي تتعاون معه بانتظام، وكارولين لوفكين، وهي موسيقي مستقل ، على التوالي. بدأ لوفكين مسيرته الفردية بعد أن كان عضوًا في المجموعة اليابانية D&amp;D . حققت نجاحًا كبيرًا في عام 2006 بعد أن قامت بتأليف الأغاني لمجموعة ترابنيست الخيالية تحت اسم ' إنسبي ريرا (ترابنيست) ، المستخدمة في نسخة الأنمي من المانجا Nana.